# Scaphiodonichthys burmanicus
Scaphiodonichthys burmanicus är en fiskart som beskrevs av Vinciguerra, 1890. Scaphiodonichthys burmanicus ingår i släktet Scaphiodonichthys och familjen karpfiskar. IUCN kategoriserar arten globalt som livskraftig. Inga underarter finns listade i Catalogue of Life.